# دختر غازچران (بوگرو)
دختر غازچران (به انگلیسی: The Goose Girl) یک نقاشی رنگ روغن اثر نقاش آکادمیک فرانسوی، آدولف ویلیام بوگرو، است. دختر غازچران یکی از نمونه‌های بسیاری است که بوگرو در آن دختران معصوم، پابرهنه و جوان دهقانی و زنان زیبا را به‌تصویر کشیده است.
این اثر بخشی از مجموعه دائمی موزه هنر هربرت اف. جانسون در دانشگاه کرنل است.

## توضیحات
شخصیت در اندازه واقعی در پیش‌زمینه (روی قابی به ابعاد ۱۵۲ × ۷۴ سانتی‌متر) یک دختر جوان است که به صورت تمام‌قد نشان داده شده، به سمت راست چرخیده، چهره‌اش رو به بیننده، کمی خم شده و لبخند بر لب دارد. او دامن آبی‌رنگی به تن دارد، شالی روی شانه‌هایش که بر روی پیراهن سفیدی با آستین‌های کوتاه یا بالا زده شده قرار گرفته است. پابرهنه روی جاده‌ای خاکی ایستاده، خود را بر گله‌ای از غازها که در پس‌زمینه در دو طرف دیده می‌شوند و در مقابل پس‌زمینه‌ای از شاخ و برگ سبز قرار دارند، تحمیل کرده است. چوبدستی در دستش دارد که نشان‌دهنده نقش او به‌عنوان نگهبان است.